# Castaldi (cognome)
Castaldi è un cognome di lingua italiana.

## Varianti
Castaldelli, Castaldi, Castaldini, Castaldo, Castaudo, Castoldi, Gastaldelli, Gastaldello, Gastaldi, Gastaldin, Gastaldini, Gastaldo, Gastaldon, Gastaldoni, Gastaudo, Gastoldi.

## Origine e diffusione
Cognome tipicamente panitaliano, è presente prevalentemente al centro-sud.
Potrebbe derivare dal latino castaldus, dal gotico-germanico gastald, "castellano"; oppure potrebbe avere lo stesso etimo del latino castrum, da cui derivano Castelli, Castellani e Castro.
La variante Gastaldi è piemontese e ligure; Castoldi è lombardo.

## Persone
- Bellerofonte Castaldi (1581 circa-1649) – musicista, compositore e poeta italiano
- Fabrizio Castaldi (1971) – funzionario italiano
- Gianluca Castaldi (1970) – politico italiano